# Lingue maleo-polinesiache occidentali
Le lingue maleo-polinesiache occidentali (WMP) fanno parte della famiglia delle lingue austronesiane e costituiscono uno dei sottogruppi del gruppo di lingue maleo-polinesiache. 

## Classificazione

### Collocazione all'interno delle lingue maleo-polinesiane
L'esistenza d'un gruppo maleo-polinesiaco occidentale resta una questione aperta, benché questo sottogruppo sia spesso presentato come chiaramente stabilito. Per Robert Blust (1999), il sottogruppo serve soprattutto per collocare le lingue maleo-polinesiache  che non si è potuto classificare nel sottogruppo centro-orientale. Per Blust, un proto-maleo-polinesiaco-occidentale, se venisse ricostruito non si differenzierebbe dal proto-maleopolinesiaco. Malgrado ciò, esistono numerose proposte di classificazione interna.

### Classificazione interna
Per risolvere il problema, Malcolm Ross (1995), ha abbandonato l'idea di presentare una classificazione genetica. Ha invece introdotto una lista di ventiquattro sottogruppi individuabili dal maleo-polinesiaco occidentale e li ha proposti come un punto di partenza per le ricerche future. Adelaar ha ripreso questa metodologia riducendo a ventitré il numero dei gruppi:
- lingue filippine tra cui le lingue sangiric, lingue minahasan e le gorontalo-mongondic.
- lingua chamorro
- lingua palauana
- lingue sama-bajaw
- lingue maleo-sumbawan, che raggruppano le lingue malaiche, le lingue chamiche, la lingua balinese, la lingua sasak, il sumbawanese, la lingua madurese e la lingua sundanese.
- lingue giavanesi
- lingue moken-moklen
- lingue del Borneo settentrionale
- lingue kayan–murik
- lingue dayak di terra
- lingue barito orientali
- lingue barito-mahakam
- lingue barito occidentali
- lingue lampung
- lingue rejang
- lingue di Sumatra nord-occidentali
- lingue tomini-tolitoli
- lingue kaili-pamona
- lingue saluan-bangga
- lingue bungku-tolaki
- lingue muna-buton
- lingue wolio-wotu
- lingue di Sulawesi meridionale[4]

Le differenze con Ross (1995) sono importanti. Ad esempio, al posto delle lingue filippine, Ross aveva diversi sottogruppi: il batanik, il filippino del Nord, il méso-filippino, il filippino del Sud ed il mindanao del Sud, similmente per i sottogruppi del Sulawesi.